# Antes que salga el sol
Antes que salga el sol è un singolo della cantante dominicana Natti Natasha e del cantante Prince Royce, pubblicato il 14 gennaio 2021 su etichetta discografica Pina Records come secondo singolo estratto dal secondo album Nattividad.